# Azérat
Azérat là một xã thuộc tỉnh Haute-Loire nam trung bộ nước Pháp. Xã Azérat nằm ở khu vực có độ cao trung bình 404 mét trên mực nước biển.